# Kostrîno, Velîkîi Bereznîi
Kostrîno (în ucraineană Кострино) este localitatea de reședință a comunei Kostrîno din raionul Velîkîi Bereznîi, regiunea Transcarpatia, Ucraina.

## Demografie
Componența lingvistică a localității Kostrîno
     Ucraineană (99,01%)
     Alte limbi (0,9%)
Conform recensământului din 2001, majoritatea populației localității Kostrîno era vorbitoare de ucraineană (99,01%), existând în minoritate și vorbitori de alte limbi.